# Rasmus Klump (tegnefilmserie)
Rasmus Klump er en dansk tegnefilmserie fra 1995 til 1998, der er baseret på Carla og Vilhelm Hansens tegneserie af samme navn. Tegnefilmserien består af 52 afsnit på 6 minutter hver. Den blev produceret af A. Film med instruktion af Karsten Kiilerich, Phil Kimmelman og Dietmar Kremer. Serien er udgivet på dvd både som samlet sæt og fordelt på flere dvd'er.
Serien handler om bjørnen Rasmus Klump, der sejler rundt i det gode skib Mary sammen med sine venner, pingvinen Pingo, pelikanen Pelle og sælen Skæg. Undervejs møder de mange forskellige personer og har mange muntre oplevelser. Og når de vender hjem, venter Rasmus Klumps mor Mary altid med en solid omgang pandekager.

## Stemmer
- Simon Caspersen - Rasmus Klump
- Mads Sætter-Lassen - Pingo
- Simon Stenspil - Pelle
- Ole Fick - Skæg
- Kirsten Cenius - Rasmus Klumps mor Mary
- Lasse Lunderskov
- Jens Sætter-Lassen
- Søren Sætter-Lassen
- Annevig Schelde Ebbe
- Anne Lorentzen

## Afsnit
Afsnitslisten er baseret på dvd-udgivelsen fra 2011. I 2004 blev serien udgivet fordelt på fire dvd'er. Dengang manglede afsnittet Rasmus Klump som mekaniker imidlertid, så der kun var 51 afsnit i alt.
| 1. Rasmus Klump på skattejagt 2. Rasmus Klump som bjergbestiger 3. Rasmus Klump i undervandsbåd 4. På jagt efter en møjsengøjser 5. Rasmus Klump og pandekagetyven 6. Rasmus Klump ved Ækvator 7. Rasmus Klump i Pingoneseien 8. Rasmus Klump i hjuldamper | 1. Rasmus Klump som dykker 2. Rasmus Klump i pyramiderne 3. Den flyvende krokodille 4. Rasmus Klump på ski 5. Flodhesten med tandpine 6. Rasmus Klump i luften 7. Den herreløse pakke 8. Rasmus Klump på Nordpolen 9. Dinosaurus-ægget | 1. Rasmus Klump og Futkarl 2. Rasmus Klump ved verdens ende 3. Rasmus Klump i Kina 4. Det flyvende badekar 5. Rasmus Klump møder Ursula 6. Rasmus Klump på skovtur 7. Rasmus Klump bygger hus 8. Rasmus Klump i helikopter 9. Rasmus Klump som mekaniker |

| 1. Den nærsynede brilleslange 2. Rasmus Klump i fyrtårnet 3. Rasmus Klump i kaktuslunden 4. Mary i tørdok 5. Rasmus Klump og tubaen 6. Rasmus Klump passer børn 7. Rasmus Klump på skøjter 8. Rasmus Klump i Troldeskoven | 1. Spøgeri på slottet 2. Rasmus Klump farer vild 3. Rasmus Klump og fortidsplanten 4. Toer med to styrmænd 5. Rasmus Klump høster kokosnødder 6. Rasmus Klump i det vilde vesten 7. De blinde passagerer 8. Vandrutsjebanen 9. Rasmus Klump på Robison Crusoes ø | 1. Rasmus Klump på svømmetur 2. To både af en tønde 3. Rasmus Klump blandt hattesvingere 4. Fætter Pluk 5. Rasmus Klump og doktor Knalle 6. De gådefulde tegninger 7. Rasmus Klump i urskoven 8. Rasmus Klump hos grovsmeden 9. Rasmus Klump redder juleposten |